# Route nationale 645
Pour les articles homonymes, voir Route 645.
La route nationale 645 ou RN 645 était une route nationale française reliant Sault-de-Navailles à Pau. À la suite de la réforme de 1972, elle a été déclassée en RD 945.

## Ancien tracé de Sault-de-Navailles à Pau (D 945)
- Sault-de-Navailles
- Lacadée
- Hagetaubin
- Lescar
- Pau